# Mănăstirea Sihastru
Mănăstirea Sihastru este o mănăstire ortodoxă din România situată în satul Ploscuțeni, județul Vrancea. Biserica mănăstirii este clasată ca monument istoric, cod LMI VN-II-m-B-06553.